# István Kniezsa
István Kniezsa (ur. 1 grudnia 1898 w Trzcianie, zm. 15 marca 1965 w Budapeszcie) – węgierski językoznawca, specjalista w dziedzinie onomastyki.

## Życiorys
Studiował slawistykę i hungarystykę na Wydziale Filozoficznym Uniwersytetu Budapeszteńskiego (studia ukończył w 1924 r.). W latach 1928–1930 przebywał na pobycie studyjnym w Berlinie, w latach 1930–1931, 1934–1935 zaś w Krakowie. W 1940 r. został zatrudniony na uniwersytecie w Klużu; od 1941 r. był związany z Uniwersytetem Budapeszteńskim.
Od 1939 r. członek korespondent, od 1947 r. członek zwyczajny Węgierskiej Akademii Nauk.
W swojej działalności badawczej zajmował się rozwojem ortografii węgierskiej, slawizmami w języku węgierskim, nazwami własnymi pochodzenia słowiańskiego i rumuńskiego na terytorium Węgier, nazwiskami węgierskimi i słowackimi oraz historią spółgłosek palatalnych i jugoslawizmów w języku słowackim.

## Wybrana twórczość
- A magyar helyesírás a tatárjárásig (1928)
- A szlávok (1932)
- Pseudorumänen in Pannonien und in den Nordkarpathen (1936)
- Magyarország népei a XI. században (1938)
- Erdély víznevei (1942)
- A magyar helyesírás története (1952)
- A magyar és szlovák családnevek rendszere (1965)